# تسا بلانچارد
تسا بلانچارد (متولد ۲۶ ژوئیه ۱۹۹۵)  کشتی‌گیر حرفه ای آمریکایی است. او با توتال نان‌استاپ اکشن رسلینگ (TNA) قرارداد امضا کرده است، در صورتی که او یک قهرمان جهانی سابق ایمپکت و یک قهرمان سابق ناک اوت ایمپکت است. او قبلاً برای CMLL اجرا داشت، در جایی که قبلاً یک بار قهرمان تگ تیم زنان جهان CMLL شده بود. علاوه بر این، بلانچارد قهرمان سابق زنان کرش، قهرمان AAA Reina de Reinas و قهرمان جهانی WOW نیز بوده است.
بلانچارد یک کشتی‌گیر حرفه ای نسل سوم، دختر تولی بلانچارد، نوه جو بلانچارد، مروج کشتی، و دخترخوانده رقیب تولی بلانچارد، مگنوم تی ای است.

## اوایل زندگی و آموزش
بلانچارد در ۲۶ ژوئیه ۱۹۹۵ و در در شارلوت، کارولینای شمالی به دنیا آمد. او نوه کشتی‌گیر جو بلانچارد، دختر تولی بلانچارد و دخترخوانده مگنوم تی ای است
در چهار سالگی، بلانچارد و خواهران و برادرانش پس از جدایی والدینش، به نزد مادر و ناپدری اش نقل مکان کردند. تولی بلانچارد حداقل ماهی یک بار پس از طلاق به ملاقات فرزندانش می‌رفت. او سه خواهر و برادر از پدرش و دو خواهر و یک برادر ناتنی از ناپدری خود دارد. بلانچارد با ثبت نام در تئاتر کودکان شارلوت، پیوستن به مسابقات حفظ خوانی شکسپیر و بازی در تمام تولیدات آماتور دبیرستان محل تحصیل، خود را علاقه‌مند به موسیقی-تئاتر می‌داند. او در تیم دومیدانی نیز حضور داشت.
او پس از دبیرستان خانه را ترک کرد و برای مدت کوتاهی در دانشگاه کارولینای شمالی در شارلوت تحصیل نمود، با درآمد حاصل از کار در یک کلوپ شبانه زندگی می‌کرد و برای مدت طولانی با اعضای خانواده نزدیک خود ارتباط برقرار نکرد. بلانچارد در حال بار گردانی بود و پیشخدمتی و مهمانی با دوستان دانشگاهی خود بود که علاقه او به کشتی برانگیخته شد. او در سال ۲۰۱۲ با پدرش برای معارفه چهار اسب سوار به تالار مشاهیر WWE در میامی رفت. تسا برنامه‌های کشتی خود را از خانواده‌اش ناشناخته نگه داشت، زیرا در آن زمان هنوز به آرامی با مادر و ناپدری‌اش آشتی می‌کرد.
زمانی که بلانچارد در سال ۲۰۱۳ به سن ۱۸ سالگی رسید به مدرسه کشتی های‌اسپات در شارلوت رفت. او توسط استعداد کهنه‌کار NWA/WWE/WCW جورج ساوث آموزش دید و کشتی‌گیر آینده دبلیو دبلیو ای سدریک الکساندر نیز با وی همکلاس بود. بلانچارد با اصرار مایکل بوچیچیو مالک باشگاه حدود شش ماه پس از تمرینات خود، پدر و ناپدری‍اش را در جریان یادگیری آموزش کشتی خود قرار داد. او در سال ۲۰۱۴ برای ورود به WWE تلاش کرد اما پیشنهاد رسمی هرگز تحقق نیافت.

## رسانه‌های دیگر

### بازیگری
بلانچارد بدلکار فلورنس پیو بازیگر فیلم مبارزه با خانواده‌ام به تهیه کنندگی دواین جانسون بود که فیلمی دربارهٔ پیج کشتی‌گیر سابق دبلیو دبلیو ای بود.

## زندگی شخصی
در ۲۰ نوامبر ۲۰۱۹، بلانچارد نامزدی خود را با کشتی‌گیر دیگر به نام میگل اولیو، که بیشتر با نام رینگ داگا شناخته می‌شد، تأیید کرد. این زوج در اوت ۲۰۲۰ ازدواج کردند و در مکزیک اقامت داشتند. در ژانویه ۲۰۲۳، این زوج با انتشار بیانیه ای عمومی جدایی خود را اعلام نمودند.
در ژانویه ۲۰۲۰، چندین کشتی‌گیر زن با اتهاماتی چون قلدری و نژادپرستی را علیه بلانچارد مطرح کردند، از جمله حادثه ای که در آن بلانچارد به صورت یک کشتی‌گیر پورتوریکویی آب دهان انداخت و او را یک کاکاسیاه خوانده بود. زن مورد نظر، بلک رز، بعداً اظهار داشت که این حادثه واقعاً اتفاق افتاده است. اما بلانچارد این اتهامات را رد کرد.

## قهرمانی‌ها و دستاوردها
- «اتحاد کشتی حرفه ای آمریکا»
  - مسابقات قهرمانی جهانی زنان APWA (1 بار)[۱۵][۱۶]
- ""فدراسیون کشتی کانادا""
  - مسابقات قهرمانی زنان CWF (1 بار)[۱۷]
- Consejo Mundial de Lucha Libre
  - جایزه بزرگ بین‌المللی زنان (2023)[۱۸]
  - قهرمانی تگ تیم زنان جهان CMLL (1 بار) – به همراه لوویا
- کرش
  - مسابقات قهرمانی زنان کرش (۱ بار)[۱۹][۲۰]
- انجمن کشتی ساحل شرقی
  - مسابقات قهرمانی زنان ECWA (1 بار)[۲۱][۲۲]
  - ECWA سوپر تورنمنت ۸ نفره زنان (2014)[۲۳]